# История почты и почтовых марок Ботсваны
История почты и почтовых марок Ботсваны охватывает развитие почтовой связи в Ботсване, государстве в Южной Африке, со столицей в городе Габороне, и может быть условно разделена на два основных периода:
- колониальный, когда страна была британским протекторатом под названием «Бечуаналенд» (1885—1966), и
- период независимости (с 1966).

Страна включена во Всемирный почтовый союз (ВПС; с 1968), а её современным почтовым оператором является компания BotswanaPost.

## Развитие почты

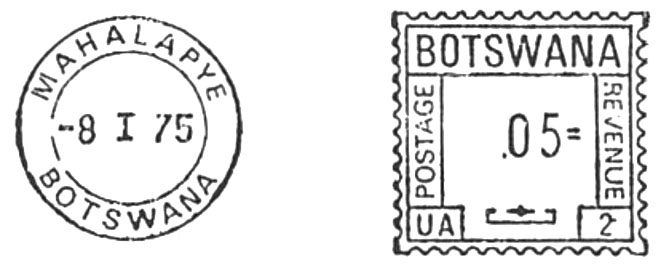
Франкотип Ботсваны (1975)

Почтовая служба в Ботсване восходит к 1875 году, когда Лондонское миссионерское общество учредило службу. Тогда пары «бегунов» доставляли почту между двумя точками на отрезке от Булавайо в современной Зимбабве до Мафикенга в современной ЮАР. Позже, после постройки железной дороги, бегунов заменил поезд. В конце 1990-х годов почтовое отделение Ботсваны приобрело собственный парк транспортных средств для перевозки почты и посылок. Почтовое отделение, созданное миссионерами в конце XIX века, превратилось в почтовую службу протектората Бечуаналенд. После обретения Ботсваной независимости в 1966 году служба была преобразована в Департамент почты и телеграфа. В то время в число предлагаемых услуг входил Сберегательный банк почтового отделения.
В 1980 году Ботсванская телекоммуникационная корпорация была выделена в качестве независимого полугосударственного органа. Два года спустя Сберегательный банк Ботсваны также был выделен в качестве независимого учреждения. Наконец, в 1989 году BotswanaPost стала отдельным юридическим лицом. Сберегательный банк Ботсваны заключил соглашение с почтой Ботсваны о предоставлении банковских услуг через почти 120 почтовых отделений по всей Ботсване.

## Выпуски почтовых марок

### Протекторат Бечуаналенд
До обретения Ботсваной независимости в обращении в этой стране были почтовые марки протектората Бечуаналенд.

### Независимость
Ботсвана выпускает почтовые марки для использования на национальном уровне с момента обретения независимости 30 сентября 1966 года. Первый после независимости выпуск 1966 года включал изображения скотобойни в Лобатсе, национальной авиакомпании Ботсваны Botswana National Airways и государственного здания в Габороне.
В 1986 году в Ботсване появилась серия почтовых марок, посвящённая комете Галлея. Комета на марках была изображена пролетающей над различными частями страны. При этом были допущены сюжетные ошибки. Например, над одной из марок комета при пролёте над городком Тамага делает феноменальный вираж в вечернем небе, разворачиваясь практически на 180° и оставляя за собой толстый белый след на манер авиалайнера.

Комета Галлея на марках Ботсваны 1986 года номиналом в 50 и 7 тхебе
(Sc #383 и 380), которые имеют сюжетные ошибки

## Филателистический музей
BotswanaPost создала небольшой филателистический музей в своей штаб-квартире в Габороне.